# Hufiec ZHP Warszawa-Wola
Hufiec ZHP Warszawa-Wola – jednostka terenowa Związku Harcerstwa Polskiego działająca na terenie Chorągwi Stołecznej ZHP. Liczy około 1000 zuchów, harcerek i harcerzy skupionych w 45 gromadach zuchowych i drużynach harcerskich, które funkcjonują na terenie dzielnicy Wola i dzielnicy Bemowo w Warszawie oraz podwarszawskiej gminy Stare Babice.

## Jednostki

### Szczepy
- Szczep 19 WDHiGZ „Zielony Płomień”
- Szczep 65 WDHiGZ
- Szczep 102 WDHiGZ „Bezkres”
- Szczep Specjalnościowy 110 WDHiGZ
- Szczep 158 WDHiGZ „Oranżeria”
- Szczep 194 WDHiGZ „Wielki Błękit”
- Szczep 200 WDHiGZ „Warownia”
- Szczep 222 WDHiGZ „Burza”
- Szczep 338 WDHiGZ „Podniebni”[3]

### Drużyny i gromady
- 19 WGZ „Dreptusie”
- 19 WGZ „Tęczowe Iskierki”
- 19 WGZ „Pepe”
- 19 WDH-ek „Arkadia” im. Marii Krassowskiej
- 19 WDH-y „Na Tropie”
- 19 WDH „Przygoda” im. Ludwika Narbutta
- 19 PDH działająca przy Szkole Podstawowej nr 386 w Warszawie
- 19 WDS „Apogeum”
- 19 WDS „Horyzont”
- 19 WDW „Ekspedycja”
- 65 WGZ „Królestwo Krasnoludków”
- 65 WDH „Leśne bractwo”
- 65 WDS „Duchowy Krąg”
- 102 WGZ „Przyjaciele Feniksa”
- 102 WGZ „Świetliki”
- 102 WDH „Orlęta” im. Orląt Lwowskich
- 102 WDH „Telkontar”
- 110 WTGZ „Dzielne Wilczki”
- 110 WTDH „Konary” im. Tony’ego Halika
- 110 WTDH „Wilki”
- 110 WWDS „Płomienie”
- 158 WGZ „Mieszkańcy Kwiatowego Miasta”
- 158 WDH „Błyskawica” im. Krystyny Niżyńskiej
- 158 WDS „Róża Wiatrów”
- 194 WGZ „Moluki”
- 194 WGZ „Quesal Pipi”
- 194 WGZ „Fatamorgana”
- 194 WDH „Wigry”
- 194 WDH-ek „Sowy” im. Emilii Plater
- 194 WDH-ek „Iluzja”
- 194 WDH-y „Miraż”
- 194 WDS „Źródło” im. Andrzeja Romockiego „Morro”
- 194 WDW „Konstelacja”
- 197 WDH „Pogromcy Heffalumpów i Wuzzli”
- 200 WGZ „Leśne Duszki”
- 200 WGZ „Skrzaty”
- 200 GWDH „Leśnicy”
- 200 GWDW „Leśne Błotniaczki”
- 222 WDH „Polaris” im. Kazimierza Nowaka
- 222 WDH „Bukowina” im. Jerzego Kukuczki
- 222 WDS „Uroczysko”
- 222 WDW „Niemanie”
- 338 WGZ „Smocza Kraina”
- 338 WDH „Gryf” im. gen. Mariusza Zaruskiego
- 338 WDW „Trach”[3]

### Kręgi instruktorskie i kluby specjalnościowe
- Krąg Instruktorów i Starszyzny „Żar”
- Krąg Instruktorski „Interkrąg”
- Koło Przyjaciół Harcerstwa
- Krąg Instruktorski „Explicit”
- Krąg Instruktorski „Warownia”
- Harcerski Klub Łucznictwa Tradycyjnego „Rota”
- Harcerska Grupa Ratownicza „Bemowo”
- Harcerski Klub Ratowniczy „Bemowo”[3]

### Zespoły instruktorskie
- Komisja Stopni Instruktorskich
- Środowiskowe kapituły stopni HO i HR
- Biuro hufca
- Zespół Promocji i Komunikacji
- Zespół finansowy
- Zespół kwatermistrzowski
- Zespół programowy
- Zespół ds. reprezentacji
- Zespół Kadry Kształcącej
- Namiestnictwo zuchowe
- Namiestnictwo harcerskie
- Namiestnictwo starszoharcerskie[4]

## Historia hufca
Hufiec Warszawa-Wola powstał w 1960. Pierwsza forma zrzeszenia harcerzy w tej części Warszawy powstała w 1921, gdy działał Okręg Warszawa Wola złożony z Hufca Harcerzy, Hufca Harcerek i Koła Przyjaciół Harcerstwa kierowanego przez Starszyznę Okręgu. W styczniu 1934 w Warszawie wprowadzono stały podział na 8 hufców terytorialnych. Od tego czasu hufiec był jednostką organizacyjno-programową, o stałym składzie i komendzie.
Podczas II wojny światowej nie mówiono o jednostce organizacyjnej zwanej hufcem, ale był to tzw. “Blok Reduta”, którego komendantem był hm. Jerzy Dargiel. Blok Reduta skupiał w sobie wszystkie grupy wiekowe Szarych Szeregów działające na terenie Jednej dzielnicy – Woli a mianowicie: Zawiszaków, Bojowe Szkoły i Grupy Szturmowe. Jest to ewenement na skalę Warszawy.
W latach 1945–1949 nastąpiła reorganizacja harcerskich jednostek, w tym Hufca Wola. Hufiec zmienił zasięg terytorialny i skład podległych jednostek. Harcerze działali tam również w latach 40., aż do likwidacji ZHP w 1950.
W grudniu 1956 na zjeździe w Łodzi został reaktywowany Związek Harcerstwa Polskiego. Komendantem Hufca Warszawa-Wola został hm. Jan Hyc.
W marcu 1957 komendantem hufca został phm. Kazimierz Burchardt. Hufiec liczył wówczas około 90 drużyn. Instruktorzy działali społecznie. Siedziba mieściła się przy ulicy Młynarskiej.
W drugiej połowie 1957 hufiec został podzielony na trzy mniejsze celem zbliżenia kadry instruktorskiej do młodzieży. Tym sposobem na Woli powstały:
- Hufiec Młynów- komendant hm. Kazimierz Burchardt

- Hufiec Reduta- komendant hm. Stefan Głowicki

- Hufiec Koło- pwd. Jerzy Włodarczyk

1 października 195 Hufce Reduta, Koło i Młynów zostały połączone na nowo w jeden Hufiec Warszawa Wola.

### Jesienny zlot „Żółty Liść” 1978
Pierwszy “Żółty Liść” odbył się w okolicy Wielbarka nad Jęziorem Głęboczkiem i zgromadził ok. 500 osób. Kolejne to m.in. Pomiechówek, Zalesie Górne, Bemowo. Głównymi organizatorami byli dh. Rysak i dh. Piłatowicz, którzy wcielili w życie swój pomysł przedłużenia i zakończenia obozu letniego w 1978 roku. Swoją nazwę Żółty Liść, zlot zawdzięcza porze roku w jakiej się odbywał, czyli jesieni. Do programu należała m.in. gra terenowa, a głównym zamysłem była nauka orientowania się w terenie oraz integracja między drużynami.

### Komendanci Hufca ZHP Warszawa-Wola[5]
| komendant hufca                   | okres działania         |
| --------------------------------- | ----------------------- |
| hm. Jerzy Dargiel                 |                         |
| phm. Kazimierz Burchardt          |                         |
| hm. Tadeusz Jaskłowski            | 01.10.1960 – 01.09.1961 |
| hm. Mirosław Szypowski            | 01.09.1961 – 26.02.1966 |
| hm. Pawel Arnodt                  | 26.02.1966 – 05.02.1967 |
| pwd. Władysław Wiśniewski-Kowniej | 05.02.1967 – 15.02.1968 |
| hm. Stanisław Klimek              | 16.02.1968 – 15.03.1973 |
| hm. Teresa Oprządek               | 15.03.1973 – 27.09.1976 |
| hm. Krzysztof Piłatowicz          | 27.09.1976 – 19.12.1982 |
| phrn. Marek Węcki                 | 19.12.1982 – 18.11.1984 |
| hm. Włodzimierz Kaczmarski        | 18.11.1984 – 18.10.1997 |
| hm. Dariusz Jan Masny             | 18.10.1997 – 2003       |
| hm. Paulina Gajownik              | 2003 – 06.03.2011       |
| hm. Katarzyna Krzak               | 06.03.2011 – 07.09.2019 |
| hm. Katarzyna Sobierajska         | 07.09.2019 – 05.11.2023 |
| phm. Anna Wichtowska              | od 05.11.2023           |

## Inicjatywy społeczne Hufca ZHP Warszawa-Wola

### Stołeczne szycie maseczek
W trakcie pandemii COVID-19 Hufiec ZHP Warszawa-Wola zaangażowany był w akcję szycia maseczek. Placówkami zaopatrywanymi przez Hufiec ZHP Warszawa-Wola w maseczki były: 
- Centrum Attis
- Szpital na Płockiej
- Szpital Wolski na Kasprzaka

Inicjatywa ta została laureatem II miejsca konkursu S3KTOR 2020/21 organizowanego przez Miasto Stołeczne Warszawa.